# Venezuela en los Juegos Olímpicos de Pekín 2008
Venezuela estuvo representada en los Juegos Olímpicos de Pekín 2008 por un total de 108 deportistas, 57 hombres y 51 mujeres, que compitieron en 21 deportes.
La portadora de la bandera en la ceremonia de apertura fue la jugadora de sóftbol María Soto.

## Medallistas
El equipo olímpico venezolano obtuvo las siguientes medallas:
| Medalla           | Atleta          | Deporte   | Evento   | Fecha                |
| ----------------- | --------------- | --------- | -------- | -------------------- |
| Medalla de bronce | Dalia Contreras | Taekwondo | –49 kg F | 20 de agosto de 2008 |

## Diplomas olímpicos
| Puesto           | Nombre                                                           | Deporte            | Evento                       |
| ---------------- | ---------------------------------------------------------------- | ------------------ | ---------------------------- |
| 6                | Silvio Fernández Francisco Limardo Rubén Limardo Wolfgang Mejías | Esgrima            | Espada por equipos masculino |
| 7                | Ysis Barreto                                                     | Yudo               | -63 kg femenino              |
| 8                | José Luis Fuentes                                                | Gimnasia artística | Caballo con arcos            |
| Cuartos de final | Alfonso Blanco                                                   | Boxeo              | Peso Medio (hasta 75 kg)     |
| Cuartos de final | Héctor Manzanilla                                                | Boxeo              | Peso Gallo (hasta 54 kg)     |

## Deportes

### Atletismo
Eventos de Pista y ruta
Masculino
| Atletas           | Evento  | Eliminatoria | Eliminatoria | Cuartos de final | Cuartos de final | Semifinal | Semifinal | Final       | Final     |
| ----------------- | ------- | ------------ | ------------ | ---------------- | ---------------- | --------- | --------- | ----------- | --------- |
| Atletas           | Evento  | Tiempo       | Lugar        | Tiempo           | Lugar            | Tiempo    | Lugar     | Tiempo      | Lugar     |
| José Acevedo      | 200 m   | 21,06        | 5 h5         | No avanzó        | No avanzó        | No avanzó | No avanzó | No avanzó   | No avanzó |
| Edward Villanueva | 800 m   | 1:47,64      | 6 h4         | No avanzó        | No avanzó        | No avanzó | No avanzó | No avanzó   | No avanzó |
| Luis Fonseca      | Maratón | N/A          | N/A          | N/A              | N/A              | N/A       | N/A       | No finalizó | —         |

Eventos de Campo
Femenino
| Atlestas       | Evento              | Clasificación   | Clasificación | Final           | Final     |
| Atlestas       | Evento              | Longitud/Altura | Lugar         | Longitud/Altura | Lugar     |
| -------------- | ------------------- | --------------- | ------------- | --------------- | --------- |
| María González | Lanzamiento de bala | 50,51           | 19            | No avanzó       | No avanzó |

### Boxeo
Masculino
| Atleta            | Evento                     | Dieciséisavos de final | Octavos de final      | Cuartos de final        | Semifinales        | Final              | Final     |
| Atleta            | Evento                     | Oponente Resultado     | Oponente Resultado    | Oponente Resultado      | Oponente Resultado | Oponente Resultado | Puesto    |
| ----------------- | -------------------------- | ---------------------- | --------------------- | ----------------------- | ------------------ | ------------------ | --------- |
| Eduard Bermúdez   | Minimosca (hasta 48 kg)    | Zou (CHN) P 2–11       | No avanzó             | No avanzó               | No avanzó          | No avanzó          | No avanzó |
| Héctor Manzanilla | Peso Gallo (hasta 54 kg)   | I Samir (GHA) V 13–10  | Han S-C (KOR) V 17–6  | Julie (MRI) P 9–13      | No avanzó          | No avanzó          | 5         |
| Jonny Sánchez     | Superligero (hasta 64 kg)  | —                      | Sapiyev (KAZ) P 3–22  | No avanzó               | No avanzó          | No avanzó          | No avanzó |
| Alfonso Blanco    | Peso Medio (hasta 75 kg)   | —                      | Casimiro (DOM) V 18–7 | Sutherland (IRL) P 1–11 | No avanzó          | No avanzó          | 5         |
| Luis González     | Semipesado (hasta 81 kg)   | —                      | Szellő (HUN) P RSC    | No avanzó               | No avanzó          | No avanzó          | No avanzó |
| José Payares      | Superpesado (más de 91 kg) | —                      | Ouatah (ALG) P 5-7    | No avanzó               | No avanzó          | No avanzó          | No avanzó |

### Ciclismo

#### Ciclismo de Ruta
| Atleta            | Evento                    | Tiempo  | Lugar |
| ----------------- | ------------------------- | ------- | ----- |
| Jackson Rodríguez | Ruta individual masculino | 6:26:17 | 30    |
| Danielys García   | Ruta individual femenino  | 3:43:25 | 54    |
| Angie González    | Ruta individual femenino  | 3:43:25 | 57    |

#### Ciclismo de BMX
| Atleta          | Evento        | Clasificación | Clasificación | Cuarto de Final | Cuarto de Final | Semifinal | Semifinal | Final     | Final     |
| --------------- | ------------- | ------------- | ------------- | --------------- | --------------- | --------- | --------- | --------- | --------- |
| Atleta          | Evento        | Tiempo        | Lugar         | Puntos          | Lugar           | Puntos    | Lugar     | Tiempo    | Lugar     |
| Jonathan Suárez | BMX masculino | 36.325        | 8             | 17              | 5 H1            | No avanzó | No avanzó | No avanzó | No avanzó |

### Equitación
| Pablo Barrios | Sinatra | Salto individual | 9 | =52 | 14 | 23 | 50 Q | 20 | 43 | =44 | No avanzó | No avanzó | No avanzó | No avanzó | No avanzó | No avanzó | No avanzó | No avanzó | No avanzó | No avanzó |

### Esgrima
Masculino
| Atleta                                                            | Evento             | Ronda de 64                       | Dieciséisavos de final    | Octavos de final            | Cuartos de final        | Semifinal                                               | Final / MB                                | Final / MB |           |
| Atleta                                                            | Evento             | Oponente Resultado                | Oponente Resultado        | Oponente Resultado          | Oponente Resultado      | Oponente Resultado                                      | Oponente Resultado                        | Posición   |           |
| ----------------------------------------------------------------- | ------------------ | --------------------------------- | ------------------------- | --------------------------- | ----------------------- | ------------------------------------------------------- | ----------------------------------------- | ---------- | --------- |
| Silvio Fernández                                                  | Espada individual  | —                                 | Inostroza (CHI) V 15 - 11 | Gábor Boczkó (HUN) P 9 - 15 | No avanzó               | No avanzó                                               | No avanzó                                 | No avanzó  | No avanzó |
| Rubén Limardo                                                     | Espada individual  | —                                 | Dmytro Chumak (UKR)       | No avanzó                   | No avanzó               | No avanzó                                               | No avanzó                                 | No avanzó  | No avanzó |
| Wolfgang Mejías                                                   | Espada individual  | Sturla Torkildsen (NOR) P 11 - 12 | No avanzó                 | No avanzó                   | No avanzó               | No avanzó                                               | No avanzó                                 | No avanzó  |           |
| Silvio Fernández Wolfgang Mejías Rubén Limardo Francisco Limardo* | Espada por equipos | —                                 | —                         | —                           | Francia (FRA) · P 33–45 | Clasificación semifinal · Corea del Sur (KOR) · V 45–38 | Final 5to lugar · Hungría (HUN) · P 25–40 | 6          |           |

Femenino
| Atleta                  | Evento                      | Ronda de 64         | Dieciséisavos de final         | Octavos de final    | Cuartos de final    | Semifinal           | Final / MB          | Final / MB |
| Atleta                  | Evento                      | Oposición Resultado | Oposición Resultado            | Oposición Resultado | Oposición Resultado | Oposición Resultado | Oposición Resultado | Posición   |
| ----------------------- | --------------------------- | ------------------- | ------------------------------ | ------------------- | ------------------- | ------------------- | ------------------- | ---------- |
| María Gabriela Martínez | Espada individual femenino  | —                   | Sophie Lamon (SUI) P 9 - 15    | No avanzó           | No avanzó           | No avanzó           | No avanzó           | No avanzó  |
| Mariana González        | Florete individual femenino | —                   | Gabriella Varga (HUN) P 2 - 15 | No avanzó           | No avanzó           | No avanzó           | No avanzó           | No avanzó  |
| Alejandra Benítez       | Sable individual femenino   | —                   | Bogna Jóźwiak (POL) P 11–15    | No avanzó           | No avanzó           | No avanzó           | No avanzó           | No avanzó  |

### Gimnasia

#### Artística
Masculino
| Atleta            | Evento            | Clasificación | Clasificación       | Clasificación | Clasificación  | Clasificación    | Clasificación | Clasificación | Clasificación | Final  | Final               | Final   | Final          | Final            | Final      | Final  | Final |
| Atleta            | Evento            | Suelo         | caballo con arzones | Anillas       | Salto de potro | Barras paralelas | Barra fija    | Total         | Lugar         | Suelo  | caballo con arzones | Anillas | Salto de potro | Barras paralelas | Barra fija | Total  | Lugar |
| ----------------- | ----------------- | ------------- | ------------------- | ------------- | -------------- | ---------------- | ------------- | ------------- | ------------- | ------ | ------------------- | ------- | -------------- | ---------------- | ---------- | ------ | ----- |
| José Luis Fuentes | All-around        | 14.150        | 15.525 Q            | 14.850        | 15.675         | 15.375           | 14.750        | 90.325        | 14Q           | 14.175 | 13.650              | 13.900  | 15.250         | 15.175           | 14.150     | 86.300 | 22    |
| José Luis Fuentes | Caballo con arcos | —             | 15.525 Q            | —             | —              | —                | —             | —             | 2 Q           | —      | 14.650              | —       | —              | —                | —          | —      | 8     |

Femenino
| Atleta        | Evento     | Clasificación      | Clasificación      | Clasificación       | Clasificación | Clasificación | Clasificación | Final              | Final              | Final               | Final     | Final     | Final     |
| Atleta        | Evento     | Salto de Caballete | Barras Asimétricas | Barra de Equilibrio | Suelo         | Total         | Lugar         | Salto de Caballete | Barras Asimétricas | Barra de Equilibrio | Suelo     | Total     | Lugar     |
| ------------- | ---------- | ------------------ | ------------------ | ------------------- | ------------- | ------------- | ------------- | ------------------ | ------------------ | ------------------- | --------- | --------- | --------- |
| Jessica López | All-around | 14.375             | 13.800             | 14.050              | 13.950        | 56.175        | 43            | No avanzó          | No avanzó          | No avanzó           | No avanzó | No avanzó | No avanzó |

### Halterofilia
Masculino
| Atleta         | Evento         | Grupo | Peso corporal | Arrancada (kg) | Arrancada (kg) | Arrancada (kg) | Arrancada (kg) | Envión (kg) | Envión (kg) | Envión (kg) | Envión (kg) | Total | Posición |
| Atleta         | Evento         | Grupo | Peso corporal | 1              | 2              | 3              | Resultado      | 1           | 2           | 3           | Resultado   | Total | Posición |
| -------------- | -------------- | ----- | ------------- | -------------- | -------------- | -------------- | -------------- | ----------- | ----------- | ----------- | ----------- | ----- | -------- |
| Israel Rubio   | Hombres −69 kg | B     | 68.23         | 139            | 143            | 143            | 139            | 167         | 171         | 171         | 167         | 306   | 12       |
| José Ocando    | Hombres −77 kg | B     | 76.90         | 140            | 140            | 140            | 140            | 182         | 182         | 186         | 182         | 322   | 17       |
| Octavio Mejías | Hombres −77 kg | A     | 76.53         | 152            | 157            | 157            | 152            | 185         | 185         | 185         | —           | —     | —        |
| Herbys Márquez | Hombres −85 kg | B     | 84.91         | 152            | 152            | 152            | —              | —           | —           | —           | —           | —     | —        |

Femenino
| Atleta            | Evento         | Grupo | Peso corporal | Arrancada (kg) | Arrancada (kg) | Arrancada (kg) | Arrancada (kg) | Envión (kg) | Envión (kg) | Envión (kg) | Envión (kg) | Total | Posición |
| Atleta            | Evento         | Grupo | Peso corporal | 1              | 2              | 3              | Resultado      | 1           | 2           | 3           | Resultado   | Total | Posición |
| ----------------- | -------------- | ----- | ------------- | -------------- | -------------- | -------------- | -------------- | ----------- | ----------- | ----------- | ----------- | ----- | -------- |
| Judith Chacón     | Mujeres −53 kg | A     | 52.96         | 75             | 75             | 80             | 80             | 101         | 106         | 106         | 101         | 181   | 9        |
| Solenny Villasmil | Mujeres -63 kg | B     | 62.60         | 90             | 95             | 95             | 90             | 115         | 115         | 115         | 115         | 205   | 13       |
| Iriner Jiménez    | Mujeres −69 kg | A     | 65.33         | 87             | 90             | 93             | 90             | 120         | 120         | 120         | —           | —     | —        |

### Judo
Masculino
| Atleta          | Evento  | 1.ª Ronda          | Ronda de 32                           | Octavos de final             | Cuartos de final                 | Semi final         | Repechaje Octavos de final | Repechaje Cuartos de final | Repechaje Semi final | Final / MB         | Final / MB |
| Atleta          | Evento  | Oponente Resultado | Oponente Resultado                    | Oponente Resultado           | Oponente Resultado               | Oponente Resultado | Oponente Resultado         | Oponente Resultado         | Oponente Resultado   | Oponente Resultado | Posición   |
| --------------- | ------- | ------------------ | ------------------------------------- | ---------------------------- | -------------------------------- | ------------------ | -------------------------- | -------------------------- | -------------------- | ------------------ | ---------- |
| Javier Guédez   | −60 kg  | —                  | Albertas Techovas (LTU) V 1000 / 0000 | Williams (USA) V 1000 / 0000 | Ruben Houkes (NED) P 0001 / 0010 | No avanzó          | —                          | Frazer (CAN) P 0000 / 1000 | No avanzó            | No avanzó          | No avanzó  |
| Ludwig Ortiz    | −66 kg  | —                  | Pedro Dias (POR) P 0001 / 0100        | No avanzó                    | No avanzó                        | No avanzó          | No avanzó                  | No avanzó                  | No avanzó            | No avanzó          | No avanzó  |
| Richard León    | −73 kg  | —                  | Si Rijigawa (CHN) P 0000 / 0001       | No avanzó                    | No avanzó                        | No avanzó          | No avanzó                  | No avanzó                  | No avanzó            | No avanzó          | No avanzó  |
| José Camacho    | −90 kg  | —                  | Hrekov (UKR) P 1000 / 0000            | Santos (BRA) P 0000 / 1000   | No avanzó                        | No avanzó          | No avanzó                  | No avanzó                  | No avanzó            | No avanzó          | No avanzó  |
| Albenis Rosales | −100 kg | —                  | Jang Sung-Ho (KOR) P 0001 / 1010      | No avanzó                    | No avanzó                        | No avanzó          | No avanzó                  | No avanzó                  | No avanzó            | No avanzó          | No avanzó  |

Femenino
| Atleta         | Evento | 1.ª Ronda                       | Ronda de 32                        | Ronda de 16        | Cuartos de final   | Semi final         | Repechaje                           | Cuartos de final                     | Semi final                        | Final / MB         | Final / MB |
| Atleta         | Evento | Oponente Resultado              | Oponente Resultado                 | Oponente Resultado | Oponente Resultado | Oponente Resultado | Oponente Resultado                  | Oponente Resultado                   | Oponente Resultado                | Oponente Resultado | Posición   |
| -------------- | ------ | ------------------------------- | ---------------------------------- | ------------------ | ------------------ | ------------------ | ----------------------------------- | ------------------------------------ | --------------------------------- | ------------------ | ---------- |
| Flor Velázquez | −52 kg | —                               | An Kum-Ae (PRK) P 0001 / 1000      | No avanzó          | No avanzó          | No avanzó          | Yagnelis Mestre (CUB) V 0001 / 0000 | Sholpan Kaliyeva (KAZ) P 0000 / 0010 | No avanzó                         | No avanzó          | No avanzó  |
| Ysis Barreto   | −63 kg | Cécile Hane (SEN) V 1012 / 0000 | Ayumi Tanimoto (JPN) P 0000 / 1000 | No avanzó          | No avanzó          | No avanzó          | —                                   | Kong Ja-young (KOR) V 1001 / 0100    | Claudia Heill (AUT) P 0001 / 0030 | No avanzó          | 7          |

### Lucha

#### Estilo Libre Masculino
| Atleta       | Evento           | Clasificación      | Ronda de 16         | Cuartos de final   | Semi final         | Repechaje 1        | Repechaje 2         | Final / MB         | Final / MB |
| Atleta       | Evento           | Oponente Resultado | Oponente Resultado  | Oponente Resultado | Oponente Resultado | Oponente Resultado | Oponente Resultado  | Oponente Resultado | Posición   |
| ------------ | ---------------- | ------------------ | ------------------- | ------------------ | ------------------ | ------------------ | ------------------- | ------------------ | ---------- |
| Luis Vivénes | −96 kg masculino | Bye                | Tigiyev (KAZ) P 0–3 | No avanzó          | No avanzó          | Bye                | Batista (CUB) P 1–3 | No avanzó          | 15         |

#### Estilo Libre Femenino
| Atleta          | Evento          | Clasificación         | Ronda de 16         | Cuartos de final   | Semi final         | Repechaje 1        | Repechaje 2        | Final / MB         | Final / MB |
| Atleta          | Evento          | Oponente Resultado    | Oponente Resultado  | Oponente Resultado | Oponente Resultado | Oponente Resultado | Oponente Resultado | Oponente Resultado | Posición   |
| --------------- | --------------- | --------------------- | ------------------- | ------------------ | ------------------ | ------------------ | ------------------ | ------------------ | ---------- |
| Mayelis Caripá  | −48 kg femenino | Boubryemm (FRA) P 0–3 | No avanzó           | No avanzó          | No avanzó          | No avanzó          | No avanzó          | No avanzó          | 14         |
| Marcia Andrades | −55 kg femenino | —                     | Cristea (MDA) P 1–3 | No avanzó          | No avanzó          | No avanzó          | No avanzó          | No avanzó          | 11         |

### Natación
Masculino
| Atleta             | Evento                                    | Preliminares | Preliminares | Semifinal | Semifinal | Final     | Final     |
| Atleta             | Evento                                    | Tiempo       | Posición     | Tiempo    | Posición  | Tiempo    | Posición  |
| ------------------ | ----------------------------------------- | ------------ | ------------ | --------- | --------- | --------- | --------- |
| Jonathan Camacho   | 50 metros estilo libre masculino          | 22,87        | 47           | No avanzó | No avanzó | No avanzó | No avanzó |
| Albert Subirats    | 100 metros estilo libre masculino         | 48,97        | 21           | No avanzó | No avanzó | No avanzó | No avanzó |
| Albert Subirats    | 100 metros estilo mariposa                | 51,71        | 8 Q          | 51,82     | 11        | No avanzó | No avanzó |
| Crox Acuña         | 200 metros estilo libre masculino         | 1:50,52      | 42           | No avanzó | No avanzó | No avanzó | No avanzó |
| Octavio Alesi      | 100 metros estilo mariposa masculino      | 53,58        | 38           | No avanzó | No avanzó | No avanzó | No avanzó |
| Leopoldo Andara    | 200 metros estilo pecho                   | 2:17,77      | 50           | No avanzó | No avanzó | No avanzó | No avanzó |
| Leopoldo Andara    | 200 metros estilos masculino              | 2:05,71      | 43           | No avanzó | No avanzó | No avanzó | No avanzó |
| Erwin Maldonado    | 10 kilómetros de aguas abiertas masculino | —            | —            | —         | —         | 1:52:13,6 | 10        |
| Alexis Márquez     | 200 metros estilo mariposa                | 2:01,25      | 36           | No avanzó | No avanzó | No avanzó | No avanzó |
| Ricardo Monasterio | 1500 metros estilo libre masculino        | 15:45,98     | 35           | —         | —         | No avanzó | No avanzó |
| Daniele Tirabassi  | 400 metros estilo libre masculino         | 3:53,26      | 31           | —         | —         | No avanzó | No avanzó |

Femenino
| Atleta         | Evento                                   | Preliminares | Preliminares | Semifinal | Semifinal | Final     | Final     |
| Atleta         | Evento                                   | Tiempo       | Posición     | Tiempo    | Posición  | Tiempo    | Posición  |
| -------------- | ---------------------------------------- | ------------ | ------------ | --------- | --------- | --------- | --------- |
| Andreína Pinto | 800 metros estilo libre femenino         | 8:30:30      | 24           | —         | —         | No avanzó | No avanzó |
| Andreína Pinto | 10 kilómetros de aguas abiertas femenino | —            | —            | —         | —         | 1:59:40,0 | 9         |
| Yanel Pinto    | 400 metros estilo libre femenino         | 4:18,09      | 32           | —         | —         | No avanzó | No avanzó |
| Arlene Semeco  | 50 metros estilo libre femenino          | 24,98        | 10 Q         | 25,05     | 15        | No avanzó | No avanzó |
| Arlene Semeco  | 100 metros estilo libre femenino         | 55,70        | 30           | No avanzó | No avanzó | No avanzó | No avanzó |
| Erin Volcán    | 100 metros estilo espalda femenino       | 1:03,90      | 42           | No avanzó | No avanzó | No avanzó | No avanzó |
| Erin Volcán    | 200 metros estilo espalda femenino       | 2:15,58      | 32           | No avanzó | No avanzó | No avanzó | No avanzó |

### Piragüismo
piragüismo en aguas tranquilas
| Atleta                                | Evento                            | Heats    | Heats    | Semi final | Semi final | Final     | Final     |
| Atleta                                | Evento                            | Tiempo   | Posición | Tiempo     | Posición   | Tiempo    | Posición  |
| ------------------------------------- | --------------------------------- | -------- | -------- | ---------- | ---------- | --------- | --------- |
| José Giovanni Ramos Gabriel Rodríguez | K-2 500 metros masculino          | 1:34,220 | 8 QS     | 1:37,285   | 9          | No avanzó | No avanzó |
| Zulmarys Sánchez                      | K-1 500 metros masculino femenino | 1:57,728 | 7 QS     | 2:02,764   | 9          | No avanzó | No avanzó |

Notas de Calificación: QS = Clasificó a la semifinal; QF = Clasificó directo a la final

### Remo
| Atleta                     | Evento                     | Heats   | Heats    | Cuartos de final | Cuartos de final | Semi final | Semi final | Final   | Final    |
| Atleta                     | Evento                     | Tiempo  | Posición | Tiempo           | Posición         | Tiempo     | Posición   | Tiempo  | Posición |
| -------------------------- | -------------------------- | ------- | -------- | ---------------- | ---------------- | ---------- | ---------- | ------- | -------- |
| Dhison Alexander Hernández | Scull individual masculino | 7:54.52 | 5 SE/F   | —                | —                | 7:18.85    | 1 FE       | 7:05.12 | 27       |

Notas de Calificación: FA=Final A (medalla); FB=Final B (sin medalla); FC=Final C (sin medalla); FD=Final D (sin medalla); FE=Final E (sin medalla); FF=Final F (sin medalla); SA/B=Semifinales A/B; SC/D=Semifinales C/D; SE/F=Semifinales E/F; QF=Cuartos de final; R=Repechaje

### Saltos
Masculino
| Atleta       | Evento          | Preliminares | Preliminares | Final     | Final     |
| Atleta       | Evento          | Puntos       | Lugar        | Puntos    | Lugar     |
| ------------ | --------------- | ------------ | ------------ | --------- | --------- |
| Ramón Fumadó | Trampolín de 3m | 419,05       | 21           | No avanzó | No avanzó |

### Sóftbol
Alineación
- Denisse Fuenmayor
- Geraldine Puertas
- Jineth Pimentel
- Johana Gómez
- María Soto
- Marianella Castellanos
- Maules Rodríguez
- Mileinis Graterol
- Rubelina Rojas
- Yaicel Sojo
- Yurubi Alicart
- Yusmari Pérez
- Zuleima Cirimelle

Mánager: Delio Ramón López
Resultados
Los horarios corresponden a la hora de Pekín (UTC+8).
| Equipo               | JJ | JG | JP | CF | CC | AVG   | Dif |
| -------------------- | -- | -- | -- | -- | -- | ----- | --- |
| Estados Unidos (USA) | 7  | 7  | 0  | 53 | 1  | 1,000 | -   |
| Japón (JPN)          | 7  | 6  | 1  | 23 | 13 | 0,857 | 1   |
| Australia (AUS)      | 7  | 5  | 2  | 30 | 11 | 0,714 | 2   |
| Canadá (CAN)         | 7  | 3  | 4  | 17 | 23 | 0,429 | 4   |
| China Taipéi (TPE)   | 7  | 2  | 5  | 10 | 23 | 0,286 | 5   |
| China (CHN)          | 7  | 2  | 5  | 19 | 21 | 0,286 | 5   |
| Venezuela (VEN)      | 7  | 2  | 5  | 15 | 35 | 0,286 | 5   |
| Países Bajos (NED)   | 7  | 1  | 6  | 8  | 48 | 0,143 | 6   |

El orden en las posiciones sigue las reglas de desempates establecidas por la Federación Internacional de Sóftbol. En este caso, China Taipéi, China y Venezuela se ordenan por los resultados obtenidos en los encuentros efectuados entre estos equipos.
| Equipo               | 1 | 2 | 3 | 4 | 5 | 6 | 7 | C  | H  | E |
| -------------------- | - | - | - | - | - | - | - | -- | -- | - |
| Estados Unidos (USA) | 0 | 4 | 2 | 5 | 0 | X | X | 11 | 11 | 0 |
| Venezuela (VEN)      | 0 | 0 | 0 | 0 | 0 | X | X | 0  | 0  | 2 |

| Equipo             | 1 | 2 | 3 | 4 | 5 | 6 | 7 | C | H | E |
| ------------------ | - | - | - | - | - | - | - | - | - | - |
| China Taipéi (TPE) | 2 | 0 | 0 | 1 | 0 | 0 | X | 3 | 6 | 0 |
| Venezuela (VEN)    | 0 | 0 | 0 | 0 | 0 | 0 | 0 | 0 | 3 | 2 |

| Equipo          | 1 | 2 | 3 | 4 | 5 | 6 | 7 | C | H | E |
| --------------- | - | - | - | - | - | - | - | - | - | - |
| Venezuela (VEN) | 1 | 0 | 0 | 1 | 0 | 0 | 0 | 2 | 4 | 0 |
| Canadá (CAN)    | 0 | 0 | 0 | 0 | 0 | 0 | 0 | 0 | 5 | 0 |

| Equipo          | 1 | 2 | 3 | 4 | 5 | 6 | 7 | C | H | E |
| --------------- | - | - | - | - | - | - | - | - | - | - |
| Venezuela (VEN) | 0 | 0 | 0 | 0 | 2 | X | X | 2 | 1 | 0 |
| Australia (AUS) | 4 | 1 | 0 | 4 | 0 | X | X | 9 | 8 | 0 |

| Equipo          | 1 | 2 | 3 | 4 | 5 | 6 | 7 | C | H  | E |
| --------------- | - | - | - | - | - | - | - | - | -- | - |
| China (CHN)     | 1 | 0 | 1 | 0 | 3 | 1 | 1 | 7 | 10 | 1 |
| Venezuela (VEN) | 0 | 0 | 0 | 1 | 0 | 0 | 0 | 1 | 6  | 0 |

| Equipo             | 1 | 2 | 3 | 4 | 5 | 6 | 7 | C | H | E |
| ------------------ | - | - | - | - | - | - | - | - | - | - |
| Venezuela (VEN)    | 3 | 3 | 0 | 2 | X | X | X | 8 | 7 | 0 |
| Países Bajos (NED) | 0 | 0 | 0 | 0 | 0 | X | X | 0 | 1 | 0 |

| Equipo          | 1 | 2 | 3 | 4 | 5 | 6 | 7 | C | H | E |
| --------------- | - | - | - | - | - | - | - | - | - | - |
| Venezuela (VEN) | 0 | 0 | 1 | 1 | 0 | 0 | 0 | 2 | 7 | 0 |
| Japón (JPN)     | 0 | 0 | 0 | 1 | 4 | 0 | X | 5 | 9 | 0 |

### Taekwondo

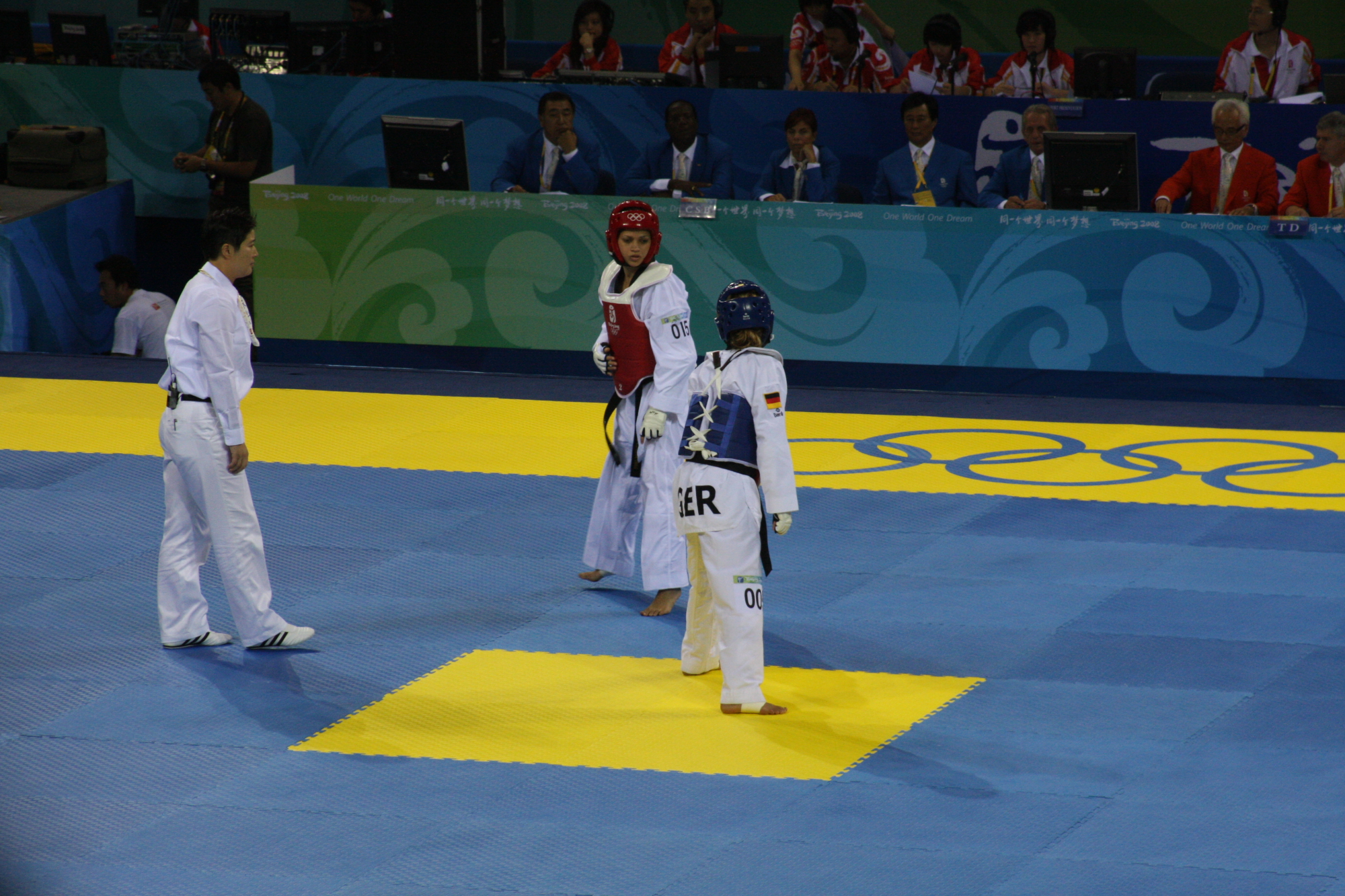
Taekwondo: Sumeyye Gulec (Alemania, azul) contra Dalia Contreras (Venezuela, rojo)

Masculino
| Atleta                  | Evento           | Dieciséisavos de final        | Cuartos de final   | Semi final         | Repechaje          | Medalla de Bronce  | Final              | Final     |
| Atleta                  | Evento           | Oponente Resultado            | Oponente Resultado | Oponente Resultado | Oponente Resultado | Oponente Resultado | Oponente Resultado | Puesto    |
| ----------------------- | ---------------- | ----------------------------- | ------------------ | ------------------ | ------------------ | ------------------ | ------------------ | --------- |
| Carlos Vásquez Carvajal | Masculino -80 kg | Lionel Baguissi (GAB) V 5 - 0 | Cook (GBR) P 2-5   | No avanzó          | No avanzó          | No avanzó          | No avanzó          | No avanzó |
| Juan Carlos Díaz        | Masculino +80 kg | Zruri (MAR) P KO 1:40-2       | No avanzó          | No avanzó          | No avanzó          | No avanzó          | No avanzó          | No avanzó |

Femenino
| Atleta          | Evento          | Dieciséisavos de final | Cuartos de final    | Semi final             | Repechaje          | Medalla de Bronce            | Final              | Final     |
| Atleta          | Evento          | Oponente Resultado     | Oponente Resultado  | Oponente Resultado     | Oponente Resultado | Oponente Resultado           | Oponente Resultado | Puesto    |
| --------------- | --------------- | ---------------------- | ------------------- | ---------------------- | ------------------ | ---------------------------- | ------------------ | --------- |
| Dalia Contreras | Femenino −49 kg | Gulec (GER) V 4 - 2    | Craig (USA) V 3 - 2 | Puedpong (THA) P 2 - 2 | —                  | Mildred Alango (KEN) V 2 - 0 | No avanzó          |           |
| Adriana Carmona | Femenino +67 kg | Chen Zhong (CHN) P 1-3 | No avanzó           | No avanzó              | No avanzó          | No avanzó                    | No avanzó          | No avanzó |

### Tenis
| Atleta           | Evento              | Ronda de 64                  | Ronda de 32        | Ronda de 16        | Cuartos de final   | Semi final         | Final / MB         | Final / MB |
| Atleta           | Evento              | Oponente Resultado           | Oponente Resultado | Oponente Resultado | Oponente Resultado | Oponente Resultado | Oponente Resultado | Lugar      |
| ---------------- | ------------------- | ---------------------------- | ------------------ | ------------------ | ------------------ | ------------------ | ------------------ | ---------- |
| Milagros Sequera | Individual femenino | Bondarenko (UKR) P 3–6, 0–1r | No avanzó          | No avanzó          | No avanzó          | No avanzó          | No avanzó          | No avanzó  |

### Tenis de mesa
| Athlete       | Event               | Ronda preliminar   | 1.ª Ronda          | 2.ª Ronda          | 3.ª Ronda          | 4.ª Ronda          | Cuartos de final   | Semifinales        | Final / MB         | Final / MB |
| Athlete       | Event               | Oponente Resultado | Oponente Resultado | Oponente Resultado | Oponente Resultado | Oponente Resultado | Oponente Resultado | Oponente Resultado | Oponente Resultado | Puesto     |
| ------------- | ------------------- | ------------------ | ------------------ | ------------------ | ------------------ | ------------------ | ------------------ | ------------------ | ------------------ | ---------- |
| Fabiola Ramos | individual Femenino | Long (CAN) V 4–1   | Kim J (PRK) P 0–4  | No avanzó          | No avanzó          | No avanzó          | No avanzó          | No avanzó          | No avanzó          | No avanzó  |

### Tiro
| Atleta         | Evento                             | Clasificación | Clasificación | Final     | Final     |
| Atleta         | Evento                             | Puntos        | Puesto        | Puntos    | Puesto    |
| -------------- | ---------------------------------- | ------------- | ------------- | --------- | --------- |
| Diliana Méndez | Rifle de aire a 10 m femenino      | 386           | 43            | No avanzó | No avanzó |
| Diliana Méndez | Rifle 3 posiciones a 50 m femenino | 568           | 39            | No avanzó | No avanzó |

### Tiro con arco
| Atleta       | Evento              | Clasificación | Clasificación | Ronda de 64                | Ronda de 32                    | Ronda de 16        | Cuartos de final   | Semifinales        | Final / MB         | Final / MB |
| Atleta       | Evento              | Score         | Seed          | Oponente Resultado         | Oponente Resultado             | Oponente Resultado | Oponente Resultado | Oponente Resultado | Oponente Resultado | Lugar      |
| ------------ | ------------------- | ------------- | ------------- | -------------------------- | ------------------------------ | ------------------ | ------------------ | ------------------ | ------------------ | ---------- |
| Leidys Brito | Individual femenino | 628           | 36            | Wu H-J (TPE) (29) V 104–98 | Narimanidze (GEO) (4) P 98–111 | No avanzó          | No avanzó          | No avanzó          | No avanzó          | No avanzó  |

### Vela
Masculino
| Atleta           | Evento | Carrera | Carrera | Carrera | Carrera | Carrera | Carrera | Carrera | Carrera | Carrera | Carrera | Carrera | Puntos | Posición Final |
| Atleta           | Evento | 1       | 2       | 3       | 4       | 5       | 6       | 7       | 8       | 9       | 10      | M*      | Puntos | Posición Final |
| ---------------- | ------ | ------- | ------- | ------- | ------- | ------- | ------- | ------- | ------- | ------- | ------- | ------- | ------ | -------------- |
| Carlos Flores    | RS:X   | 32      | 33      | 33      | 35      | 21      | 22      | 27      | 28      | 22      | 14      | EL      | 232    | 29             |
| José Miguel Ruiz | Laser  | 39      | 40      | 23      | 29      | 40      | 29      | 33      | 32      | 24      | CAN     | EL      | 249    | 39             |

Abierto
| Atleta        | Evento | Carrera | Carrera | Carrera | Carrera | Carrera | Carrera | Carrera | Carrera | Carrera | Carrera | Carrera | Puntos | Posición Final |
| Atleta        | Evento | 1       | 2       | 3       | 4       | 5       | 6       | 7       | 8       | 9       | 10      | M*      | Puntos | Posición Final |
| ------------- | ------ | ------- | ------- | ------- | ------- | ------- | ------- | ------- | ------- | ------- | ------- | ------- | ------ | -------------- |
| Johnny Bilbao | Finn   | 26      | 12      | 25      | 23      | 26      | 25      | 20      | 18      | CAN     | CAN     | EL      | 175    | 26             |

M = carrera por Medallas; EL = Eliminado – no avanza a la carrera por Medalla; CAN = Carrera cancelada;

### Voleibol

#### Masculino
| Selección Olímpica de Voleibol Masculino 2008 | Selección Olímpica de Voleibol Masculino 2008 | Selección Olímpica de Voleibol Masculino 2008 | Selección Olímpica de Voleibol Masculino 2008 | Selección Olímpica de Voleibol Masculino 2008 |
| #                                             | Nombre                                        | Edad                                          | Estatura                                      | club en 2008                                  |
| --------------------------------------------- | --------------------------------------------- | --------------------------------------------- | --------------------------------------------- | --------------------------------------------- |
| 3                                             | Andy Rojas                                    | 30 años                                       | 1,97 m (6′ 6″)                                | Ermoli                                        |
| 4                                             | Joel Silva                                    | 22 años                                       | 1,88 m (6′ 2″)                                | Apure                                         |
| 5                                             | Rodman Valera                                 | 26 años                                       | 1,88 m (6′ 2″)                                | Compoktuna                                    |
| 6                                             | Carlos Luna                                   | 27 años                                       | 1,94 m (6′ 4″)                                | Toyoda Gosei Trefuerza                        |
| 7                                             | Luis Díaz                                     | 24 años                                       | 2,04 m (6′ 8″)                                | Tonno Calippo                                 |
| 10                                            | Ronald Méndez                                 | 25 años                                       | 2,03 m (6′ 8″)                                | Bolívar                                       |
| 11                                            | Ernardo Gómez                                 | 26 años                                       | 1,95 m (6′ 5″)                                | Toyoda Gosei Trefuerza                        |
| 12                                            | Carlos Tejeda                                 | 28 años                                       | 1,98 m (6′ 6″)                                | CV Almería                                    |
| 13                                            | Iván Márquez                                  | 26 años                                       | 2,05 m (6′ 9″)                                | Verening                                      |
| 14                                            | Thomas Ereu                                   | 28 años                                       | 1,94 m (6′ 4″)                                | Taviano                                       |
| 17                                            | Juan Carlos Blanco                            | 27 años                                       | 1,95 m (6′ 5″)                                | Karava                                        |
| 18                                            | Freddy Cedeno                                 | 26 años                                       | 2,05 m (6′ 9″)                                | Arona                                         |
| D.T.                                          | Rubén Barajas                                 |                                               |                                               |                                               |

Grupo A
| Equipo         | J | G | P | SG  | SP  | DP    | PTS |
| -------------- | - | - | - | --- | --- | ----- | --- |
| Estados Unidos | 5 | 5 | 0 | 460 | 371 | 1,240 | 10  |
| Italia         | 5 | 4 | 1 | 439 | 401 | 1,095 | 9   |
| Bulgaria       | 5 | 3 | 2 | 446 | 440 | 1,014 | 8   |
| China          | 5 | 2 | 3 | 445 | 492 | 0,904 | 7   |
| Venezuela      | 5 | 1 | 4 | 421 | 451 | 0,933 | 6   |
| Japón          | 5 | 0 | 5 | 392 | 448 | 0,875 | 5   |

Ronda preliminar
| 10 de agosto de 2008 12:30 | Estados Unidos | 3 – 2                               | Venezuela   | Pabellón de Voleibol de la capital Asistencia: 11.000 Árbitros: Konstantin Tufekchiev (Bulgaria), Umit Sokullu (Turquía) |
| 10 de agosto de 2008 12:30 | 25 21 15 108   | Set 1 Set 2 Set 3 Set 4 Set 5 Total | 18 25 10 96 | Pabellón de Voleibol de la capital Asistencia: 11.000 Árbitros: Konstantin Tufekchiev (Bulgaria), Umit Sokullu (Turquía) |

| 12 de agosto de 2008 20:00 | Venezuela       | 2 – 3                               | China              | Pabellón de Voleibol de la capital Asistencia: 12500 Árbitros: Massimo Menghini (Italia), Konstantin Tufekchiev (Bulgaria) |
| 12 de agosto de 2008 20:00 | 21 25 21 14 106 | Set 1 Set 2 Set 3 Set 4 Set 5 Total | 25 21 16 25 16 103 | Pabellón de Voleibol de la capital Asistencia: 12500 Árbitros: Massimo Menghini (Italia), Konstantin Tufekchiev (Bulgaria) |

| 14 de agosto de 2008 10:00 | Italia | 3 – 0                   | Venezuela   | Gimnasio del Instituto Tecnológico de Pekín Asistencia: 3.300 Árbitros: Mohammad Shahmiri (Irán), Mitch Davidson (Canadá) |
| 14 de agosto de 2008 10:00 | 25 75  | Set 1 Set 2 Set 3 Total | 21 20 21 62 | Gimnasio del Instituto Tecnológico de Pekín Asistencia: 3.300 Árbitros: Mohammad Shahmiri (Irán), Mitch Davidson (Canadá) |

| 16 de agosto de 2008 20:00 | Venezuela | 3 – 0                   | Japón       | Pabellón de Voleibol de la capital Asistencia: 12.500 Árbitros: Mitch Davidson (Canadá), Víctor Rodríguez (Puerto Rico) |
| 16 de agosto de 2008 20:00 | 25 75     | Set 1 Set 2 Set 3 Total | 23 21 23 67 | Pabellón de Voleibol de la capital Asistencia: 12.500 Árbitros: Mitch Davidson (Canadá), Víctor Rodríguez (Puerto Rico) |

| 18 de agosto de 2008 10:30 | Bulgaria | 3 – 1                         | Venezuela      | Gimnasio del Instituto Tecnológico de Pekín Asistencia: 3.400 Árbitros: Mohammad Shahmiri (Irán), Laert Souza (Brasil) |
| 18 de agosto de 2008 10:30 | 23 25 98 | Set 1 Set 2 Set 3 Set 4 Total | 25 19 16 22 82 | Gimnasio del Instituto Tecnológico de Pekín Asistencia: 3.400 Árbitros: Mohammad Shahmiri (Irán), Laert Souza (Brasil) |

#### Femenino
| Selección Olímpica de Voleibol Femenino 2008 |                    |         |                 |                      |
| #                                            | Nombre \|          | Edad \| | Estatura \|     | club en 2008         |
| 1                                            | Yessica Paz        | 18 años | 1,92 m (6′ 4″)  | Aragua               |
| 5                                            | Génesis Franchesco | 18 años | 1,74 m (5′ 9″)  | Miranda              |
| 6                                            | María Valero       | 18 años | 1,74 m (5′ 9″)  | Barinas              |
| 8                                            | Amarilis Villar    | 24 años | 1,78 m (5′ 10″) | Vargas               |
| 9                                            | Jayce Andrade      | 24 años | 1,88 m (6′ 2″)  | Zulia                |
| 10                                           | Desiree Glod       | 25 años | 1,76 m (5′ 9″)  | Miranda              |
| 12                                           | Gheraldine Quijada | 20 años | 1,79 m (5′ 10″) | D.C.                 |
| 13                                           | Shirley Florian    | 17 años | 1,91 m (6′ 3″)  | Zulia                |
| 14                                           | Aleoscar Blanco    | 21 años | 1,89 m (6′ 2″)  | Vargas               |
| 15                                           | María José Pérez   | 20 años | 1,88 m (6′ 2″)  | Llaneras de Toa Baja |
| 17                                           | Roslandy Acosta    | 16 años | 1,90 m (6′ 3″)  | Vargas               |
| 18                                           | Wendy Romero       | 16 años | 1,78 m (5′ 10″) | Cojedes              |
| D.T.                                         | [[]]               | [[]]    | [[]]            | [[]]                 |

Grupo A
| Equipo         | J | G | P | T+  | T-  | DT    | PTS |
| -------------- | - | - | - | --- | --- | ----- | --- |
| Cuba           | 5 | 5 | 0 | 426 | 371 | 1,148 | 10  |
| Estados Unidos | 5 | 4 | 1 | 459 | 441 | 1,041 | 9   |
| China          | 5 | 3 | 2 | 467 | 395 | 1,182 | 8   |
| Japón          | 5 | 2 | 3 | 381 | 389 | 0,979 | 7   |
| Polonia        | 5 | 1 | 4 | 441 | 445 | 0,991 | 6   |
| Venezuela      | 5 | 0 | 5 | 262 | 395 | 0,663 | 5   |

Ronda preliminar
| 9 de agosto de 2008 20:00 | Venezuela | 0 – 3                   | China | Pabellón de Voleibol de la capital Asistencia: 12.000 Árbitros: Dejan Jovanovic (Serbia), Patrick Deregnaucourt (Francia) |
| 9 de agosto de 2008 20:00 | 13 18 44  | Set 1 Set 2 Set 3 Total | 25 75 | Pabellón de Voleibol de la capital Asistencia: 12.000 Árbitros: Dejan Jovanovic (Serbia), Patrick Deregnaucourt (Francia) |

| 11 de agosto de 2008 22:15 | Japón | 3 – 0                   | Venezuela   | Pabellón de Voleibol de la capital Asistencia: 5.000 Árbitros: Karin Zahorcova (República Checa), Frans Loderus (Holanda) |
| 11 de agosto de 2008 22:15 | 25 75 | Set 1 Set 2 Set 3 Total | 12 17 12 41 | Pabellón de Voleibol de la capital Asistencia: 5.000 Árbitros: Karin Zahorcova (República Checa), Frans Loderus (Holanda) |

| 13 de agosto de 2008 12:00 | Venezuela      | 1 – 3                         | Estados Unidos | Gimnasio del Instituto Tecnológico de Pekín Asistencia: 3.400 Árbitros: Andrei Zenovich (Rusia), Dejan Jovanovic (Serbia) |
| 13 de agosto de 2008 12:00 | 17 25 14 18 74 | Set 1 Set 2 Set 3 Set 4 Total | 25 20 25 95    | Gimnasio del Instituto Tecnológico de Pekín Asistencia: 3.400 Árbitros: Andrei Zenovich (Rusia), Dejan Jovanovic (Serbia) |

| 15 de agosto de 2008 12:30 | Venezuela | 0 – 3                   | Polonia | Pabellón de Voleibol de la capital Asistencia: 11.000 Árbitros: Janpen Jirakakul (Tailandia), Humberto Salas (México) |
| 15 de agosto de 2008 12:30 | 12 20 44  | Set 1 Set 2 Set 3 Total | 25 75   | Pabellón de Voleibol de la capital Asistencia: 11.000 Árbitros: Janpen Jirakakul (Tailandia), Humberto Salas (México) |

| 17 de agosto de 2008 12:00 | Cuba  | 3 – 0                   | Venezuela | Gimnasio del Instituto Tecnológico de Pekín Asistencia: 3.500 Árbitros: Andrei Zenovich (Rusia), Konstantin Tufekchiev (Bulgaria) |
| 17 de agosto de 2008 12:00 | 25 75 | Set 1 Set 2 Set 3 Total | 20 19 59  | Gimnasio del Instituto Tecnológico de Pekín Asistencia: 3.500 Árbitros: Andrei Zenovich (Rusia), Konstantin Tufekchiev (Bulgaria) |